# Таковы эти женщины
Таковы эти женщины (исп. Asi son ellas) — мексиканская 90-серийная драма 2002 года производства Televisa.

## Сюжет
Далия, Ирене, Маргарита, Роса и Нарда были подругами с самого раннего детства их дружба продолжилась спустя много лет. Они решают создать клуб под названием «Клуб цветов». Пятеро подруг мечтали о будущем — как они выйдут замуж и родят детей, что у них будут хорошие семьи, а также мечтали об одном — продолжить дружеские отношения и в дальнейшем. Но как известно, мечта — это одно, но судьба — это другое. Судьба сделала своё дело — спустя 20 лет только Далия и Нарда продолжили дружеские отношения, а вот о судьбе трёх подруг до поры до времени оставалось неизвестно ничего.

## Создатели телесериала

### В ролях
- Эрика Буэнфиль — Dalia Marcelín Gutiérrez
- Лурдес Мунгия — Irene Molet de Villaseñor
- Летисия Пердигон — Margarita Saavedra Cañada
- Лус Мария Херес — Rosa Corso Rivas de Calderón
- Габриэла Гольдсмит — Narda Mareca Amaya
- Сесилия Габриэла — Violeta Carmona Heredia
- Maite Embil — Florencia Linares Escudero
- Алексис Айала — Diego Montejo
- Армандо Арайса — Narciso Villaseñor
- Орландо Каррио — Armando Calderon
- Эдуардо Линьян — Fernando Villaseñor
- Хорхе Антолин — Julio Bolestáin
- Алехандра Мейер — Brígida Corcuera
- Кармелита Гонсалес — Tia Luvia
- Росита Кинтана — Carmina del Mar Vda. de Mareca
- Benito Castro — Roque Delfino
- Альфонсо Итурральде — Alejandroд
- Лоренсо де Родас — Don Ramiro Sepúlveda
- Gerardo Quiroz — Raymundo Villaseñor
- Леонорильда Очоа — Rita Díaz
- Luis Reynoso — Ricardo Olvera
- Ariane Pellicer — Elena Molet
- Joemy Blanco — Cecilia Calderón
- Andrés Puentes — Cristián Madrigal
- Susy-Lu Peña — Mercedes Sepúlveda
- Luis Mario Quiroz — Armando Calderón Jr.
- Херман Гутьеррес — Patricio Bolestáin
- Franco Gala — Roberto Fernandez (Tito)
- Сесар Эвора — Luis Ávila
- Кельче Арисменди — Violeta (joven)
- Estephanie de la Cruz — Dalia (joven)
- Consuelo Mendiola — Irene (joven)
- Gabriela Ferreira — Margarita (joven)
- Silvia Beguerisse — Rosa (joven)
- Silvia Ramírez — Narda (joven)
- Сильвия Эухения Дербес — Carmina (joven)
- Патрисия Мартинес — Caridad
- Humberto Herrera — Román
- Mónica Dossetti — Ivette Molina
- Hanny Sáenz — Estela
- Jaime Lozano — Sergio Salomón
- María Fernanda Rodríguez — Carmelita Sepúlveda
- Хуан Игнасио Аранда — Carlos
- Арсенио Кампос — Mariano Madrigal
- Jaime Herner — Osvaldo Carpio
- Belén Balmori — Annel Paulín
- Daniel Gauvry — Néstor Elorza
- Ginny Hoffman — Rocío
- Sara Monar — Beatriz de Carmona
- Yolanda Ciani — Marina
- Росанхела Бальбо — Martha
- Ricardo Silva — Agustín
- Claudia Cervantes — Cleo
- Zully Moreno — Eliana Santos
- Shirley — Belinda
- César Castro — Samuel
- Carlos Cardán — Gelasio Fernandez
- Eleazar Gómez — Arturo Calderón
- Jairo Gómez — Rogelio Calderón
- Ángel Mar — Eduardo Calderón
- Alejandra Ortega — Cristal
- Jesús Betanzos — El Marimbas
- Росита Бушо — Chela
- Miguel Ángel Cardiel — El Medusas
- Yuvia Charlín — Sandra
- Susana Contreras — Cielo
- Marcia Coutiño — Dra. Esther
- Martín Hernández — Manuel Corso
- Moises Iván Mora — Carmona
- Sergio Jiménez — Director del teatro
- Мариана Карр — Emilia
- Emmanuel Lira
- Eduardo Lugo — Demesio
- Isabel Martínez "La Tarabilla" — Nicandra
- Carmela Massó — Cándida
- Constanza Mier — Hilda Ávila Carmona
- Eduardo Monti — Rigo Delfino
- Claudia Morán — Secretaria
- Oscar Mozo — Román (Joven)
- Arturo Muñoz — Detective Espinoza
- Haydeé Navarra — Lorena
- Gustavo Negrete — Atilio Linares
- Raúl Ochoa — Doctor de Irene
- María Dolores Oliva — Tránsito
- Rafael Origel — Superman
- Martha Ortiz — Elvira de Olvera
- Адальберто Парра — Dr. Castro
- Emiliano Quintero — Hijo de Violeta
- Bruno Rey — Bruno
- Diego Alberto Rey — Hijo de Violeta
- Рауль Рамирес — Director Marín
- Luis Javier Rojas — Juez
- Martín Rojas — Nacho
- Manuel Sánchez — Kaliman
- Evelyn Solares — Tila
- Моисес Суарес — Octavio
- Alejandro Calva — Doctor de Dalia
- Cynthia Urias — Maritza
- Christian Uribe
- Gloria Valadez — Gena
- Tere Valadez — Dra. Olivia Cairo
- Sylvia Valdez — Mamá de Estela
- Mercedes Vaughan — Nora de León
- Луис Хавьер — Jorge
- Rocío Yaber — Amparo

### Административная группа
- оригинальный текст — Carlos Mercado Orduña
- адаптация — Luis Reynoso
- литературные редакторы — Víctor Ontiveros , Arturo Romo M.
- мастер диалогов — César Castro
- автор песни — Antonio Castro
- композитор — Arturo Castro
- композитор и автор музыки — Osni Cassab
- вокал — Nicho Hinojosa
- Musicalizador — Juan López
- костюмы для съёмок — Televisa San Ángel
- художники по костюмам — Ileana Pensado, Elizabeth Brady
- художники-постановщики — Miguel Ángel Medina, Mario Sánchez
- Ambientación — Manuel Domínguez
- Editores — Juan Ordoñez, Alejandro Iglesias, Rafael G. Fouilloux
- координатор производства — Luis Miguel Madrid
- исполнительный деятель производства — Ricardo Paulín A.
- начальники производства — Luis Garibay, Enrique Villegas
- Director adjunto — Héctor Marcos García
- Director de escena — Gustavo Hernández
- операторы-постановщики — Carlos Sánchez Zúñiga y Rogelio Valero
- ассоциированный продюсер — Tere Valadez Vega
- режиссёр-постановщик и продюсер — Raúl Araiza

## Дубляж на русский язык
На русский язык телесериал дублирован по заказу телеканала ТВЦ в 2003 году и показан спустя несколько месяцев, в середине 2004 года на телеканале ТВЦ-регион из-за того, что рейтинги предыдущего телесериала Страсти по Саломее в московском регионе оказались очень низкими.